# Иньфуцзин
Хуанди Иньфуцзин (кит. трад. 黃帝陰符經, упр. 黄帝阴符经, пиньинь Huángdì Yǐnfújīng, палл. Хуан ди инь фу цзин) или кратко Иньфуцзин (Канон секретного талисмана Жёлтого Императора) — каноническое даосское сочинение, которое наиболее критические исследователи датируют VIII веком н. э, представляющее собой короткую поэму космологического содержания. Традиция считает автором легендарного Жёлтого императора (Хуан-ди). Сочинение пользуется большим авторитетом в даосизме. Тема Иньфуцина — китайская астрология и внутренняя алхимия. Имеется также другой текст с тем же названием, в котором повествуется о военной стратегии и Фэншуй.

## Название
Хуанди — легендарный Жёлтый Император, основатель даосизма, к которому относят данное сочинение.
Инь — стихия, означает внутреннее, скрытое, секретное, женское (в отличие от ян).
Фу (符) — талисман (бирка, печать)
Исходное значение слова «фу» — половина верительной бирки, которую передают военачальники через гонцов. Соединение открытой половины (ян) со скрытой половиной (фу) дают гарантию правильности адресата.
Другой смысл фу — даосский талисман (типа фулу), используемый в мантических ритуалах (см. экзорцизм).
Таким образом название трактата буквально переводится «Книга скрытой половины верительной бирки Хуан-ди». В зависимости от концепций комментатора, возможен переводы названия как «единении сокрытого» или «тайный талисман».
В Даосском Каноне имеется также трактат Янфуцзин — Книга внешней половины верительной бирки, однако данный трактат по содержанию явным образом не связан с Иньфуцзином.

## Происхождение текста и комментаторская традиция
Сохранились две редакции Иньфуцзина — короткий вариант из 332 иероглифов, и длинный из 445 знаков, поделенный на три раздела. Текст написан ритмичной прозой, местами рифмованный, длинный вариант содержит 97 строк. Обе версии посвящены объяснению космологическому соответствия между Небесным Дао, Инь и ян, Пятью элементами и даосскими практиками.
Время составления Иньфуцзина спорно. Ряд учёных считают, что текст был написан до династии Чжоу (до 1122 до н. э.). Текст упоминается в биографии политика Су Циня, входящей в «Исторические записки» (Ши цзи) Сыма Цяня. Однако по мнению исследователей древний текст был утрачен.
Более критически настроенные исследователи относят текст к династии Тан (618—907 н. э.).
Существует легенда, что в 441 году реформатор даосизма Коу Цяньчжи спрятал текст Иньфуцзина в пещере около горы Суншань, где её позже нашёл Ли Цюань 李筌 в 743 году. Ли Цюань опубликовал текст со своими комментариями (Yinfujing Jie 陰符經解). Среди исследователь нет согласия по поводу того, действительно ли текст подготовил Ли Цюань, потому что на него отсутствуют ссылки до-Танского времени, и появление текста связывают с более поздней датой. Однако Иньфуцзин вошёл в Даоцзан уже в многочисленных редакциях с большим количеством комментариев, почитаясь как древний классический текст. В Даосском каноне существует двадцать версий текста с различными комментариями.
Во время династии Сун Иньфуцзин был признан каноническим текстом школы Цюаньчжэнь внутренней алхимии. Основатель подшколы Суйшань Люй Чусюань (劉處玄) (1147—1203) написал комментарий (Хуанди Иньфуцзин чжу 陰符經註). Основатель подшколы Лунмэнь , Цюй Чуцзи 丘處機 (1148—1227) написал свой комментарий.
Около 1201 года Ся Юаньдин (夏元鼎) написал исследование Хуанди Иньфуцзин Цзянъи 黃帝陰符經講義). В аналитическом трактате Иньфуцзин каои (陰符經考異), предположительно написанном Чжу Си, высказана мысль об авторстве Ли Цюаня.
Во время династии Цинь исследователи стали прибегать к лингвистическому анализу классических текстов. Люй Имин 劉一明 (1734—1821), 11-й патриарх школы Лунмэнь, написал аналитический комментарий (Иньфуцзин чжу 陰符經註). Позднее Ли Сиюэ 李西月 (1806—1856), глава «Западной школы» (西派) Внутренней алхимии, написал свои комментарии.

### Текст о военном деле
Помимо священной даосской книги имеется ещё текст о военном деле с тем же названием. Текст содержит 602 знака, образуя 86 рифмованных строк, речь идёт о военной стратегии, основой является Qimen Dunjia (奇門遁甲 «Техника ухода от ловушек»), привлекая Фэншуй.
По объяснениям Хо Пэнъёка, согласно военному трактату Люйтао 六韜 (Шесть стратегий), традиционно приписываемый Цзян Шану 姜尚 (XI век до н. э.), термин Иньфу, 陰符 (секретный талисман), означает длину. Верительную бирку с шифрованной стилизованной надписью или составным иероглифом, которая передавалась между императором и генералами в качестве секретного способа общения; две части бирки складывались, удостоверяя правильность сообщения. Размеры талисмана были существенны. Талисман длиной в один чи говорил о победе, а талисман длиной в девять цуней говорил о занятии города врагов.

## Переводы
Имеются многочисленные переводы Иньфуцзина на английский, французский, итальянский, немецкий, японский и русский языки.
Первый перевод на английский язык в 1884 сделал Фредерик Балфур. В 1891 появился перевод Джеймса Легга.
На русском языке известен перевод Е. А. Торчинова с подробными комментариями.

## Название
Название трактата состоит из титула «Хуанди» (黃帝) — Жёлтый император, суффикса цзин (經, канон, свиток) и собственно названия «иньфу» (陰符), что переводится как «секретный или скрытый талисман или
печать».

## Содержание
Текст Иньфуцзина допускает многозначность толкования, и переводы могут местами существенно отличаться.
Первая глава соответствует небу, она описывает, как Небо отражается во всём остальном, и как святые-отшельники смогут это постичь.
Основной темой является Небесное Дао, которое выражается в гармонии и соответствии Неба, Земли и Человека.
Согласно Торчинову, учение первой части содержит представление о мире как о едином целостном организме и является одновременно и учением об обретении бессмертия через единение с миром и его энергиями.
Автор вводит понятия «пяти разбойников» или «пяти воров» (五賊), которые «грабят»(盜).
Слово «вор» встречается у Чжуан-цзы; в одной из притч (Чжуан-цзы, часть 10) говорится:
Чтобы уберечься от воров, которые взламывают сундуки, шарят по мешкам и вскрывают шкафы, нужно обвязывать веревками, запирать на засовы и замки. Вот это умно, говорят обычно. Но приходит большой Вор, хватает весь сундук под мышку, взваливает на спину шкаф, цепляет на коромысло мешки и убегает, боясь лишь одного, – чтобы веревки и запоры не оказались слабыми. Тогда те, которых прежде называли умными, оказывается, лишь собирали добро для большого Вора. Посмотрим, не собирает ли добра для больших воров тот, кого обычно называют умным? Не охраняет ли крупных разбойников тот, кого называют мудрецом? Как доказать, что это истина?
Чжуан-цзы,перевод Л.Д.Позднеевой 

Эта тема проводится у Чжуан-цзы в нескольких других притчах, под «воровством» понимается использование естественных свойств природы и мудрых законов и правил. В книге Ле-цзы богач говорит: 
Я краду у неба и земли богатства, которые предоставляют времена года, я краду у облаков и дождей влагу, у гор и равнин - их плоды, чтобы вырастить свой урожай, посеять свои семена, воздвигнуть свои стены, построить свой дом. Я краду птиц и зверей у земли, рыб и черепах - у воды. Все это - воровство, ибо урожай и семена, глина и дерево, птицы и звери, рыбы и черепахи даются нам небом - как могут они быть моим Личным достоянием?
Ле-Цзы, перевод В.В. Малявина 
Пятью разбойниками Неба являются Пять элементов, а пятью разбойниками у Человека являются пять органов чувств, находятся в сердце.
Далее, вводится понятие механизма (機 пружины), оси, центра мириад вещей, который координирует внешние и внутренние процессы, и рассказывается о пагубных последствиях, когда механизм перестаёт действовать (убивается, поражается) по вине неба, земли и человека; однако отмечается обязательный порядок рождений и смертей, преобразований и трансформаций. Эта пружина «грабит» всё сущее. Описание бедствий соответствует космологии школы Линбао, сформировавшейся под влиянием буддизма.
Вторая глава говорит о том, как Небо проявляется на земле и как связана с гармонией.
Дао заключается в том, что небо может как порождать, так и убивать. Всё живое завязано в определённые ритмы, включающие в себя рождения, смерти, катастрофы. Это выражается в «грабеже» — Небо и Земля грабят всё сущее, человек грабит всё сущее, пружина грабит всё сущее. Эти закономерности может понять и использовать только благородный человек (в конфуцианском смысле).
Третья глава говорит о том, как мудрый человек может понимать эти процессы ритмы и им следовать. Необходимо быть спокойным, не бояться катастроф и не противодействовать природе. Необходимо следовать Ицзину и солнечным циклам календаря, понимая трансформации стихий инь и ян — это позволит достичь совершенства и постоянства (вечности), имеется в виду даосская наука о бессмертии.

## Оригинальный текст

### Начальная часть: Святые-бессмертные объемлют Одно, показывая Дно
上篇　神仙抱一演道章
1. 觀天之道，執天之行，盡矣。
2. 天有五賊，見之者昌。五賊在心，施行於天，宇宙在乎手，萬物生乎身。
3. 天性，人也；人心，機也；立天之道，以定人也。
4. 天發殺機，移星易宿；地發殺機，龍蛇起陸；人發殺機，天地反覆；天人合發，萬化定基。
5. 性有巧拙，可以伏藏。九竅之邪，在乎三要。可以動靜。火生於木，禍發必剋，姦生於國，時動必潰；知之修練，謂之聖人。

### Средняя часть: Обогащение государства, умиротворение народа, показывают закон
中篇　富國安民演法章
1. 天生天殺，道之理也。
2. 天地，萬物之盜；萬物，人之盜；人，萬物之盜。三盜既宜，三才既安。故曰：食其時，百骸理；動其機，萬化安。
3. 人知其神之神，不知不神之所以神。
4. 日月有數，大小有定，聖功生焉，神明出焉。
5. 其盜，機也，天下莫能見，莫能知。君子得之，固躬；小人得之，輕命。

### Конечная часть: Мощь оружия, победа в бою показывают искусство
下篇　強兵戰勝演術章
1. 瞽者善聽，聾者善視。絕利一源，用師十倍；三反晝夜，用師萬倍。
2. 心生於物，死於物，機在目。
3. 天之無恩而大恩生，迅雷烈風，莫不蠢然。
4. 至樂性餘，至靜性廉。天之至私，用之至公。禽之製，在氣。
5. 生者，死之根。死者，生之根。恩生於害，害生於恩。
6. 愚人以天地文理聖，我以時物文理哲。
7. 人以愚虞聖，我以不愚虞聖；人以奇其聖，我以不奇其聖。沈水入火，自取滅亡。
8. 自然之道靜，故天地萬物生。天地之道浸，故陰陽勝。陰陽相推，而變化順矣。是故聖人知自然之道不可違，因而制之。
9. 至靜之道，律歷所不能契。爰有奇器，是生萬象。八卦、甲子，神機鬼藏，陰陽相勝之術，昭昭乎進乎象矣。

## Переводы на русский язык
- Торчинов Е. А. Даосизм. Опыт историко-религиоведческого описания.  СПб.: Андреев и сыновья, 1993 (2-е дополненное издание: СПб.: Лань, 1998). Глава II, часть 5, стр. 171
- Маракуев А. В.1946. Иньфуцзин: страничка истории китайской философии. Учёные записки Томского педагогического института. т.3 Томск 1946.
- Иньфуцзин в переводе Алексея Мешко